# クリュッグ
クリュッグ（フランス語: Krug）は、フランス北部、ランスにあるシャンパーニュメーカーの一つである。数あるシャンパーニュの中でも最高級で知られ、その品質に対する孤高のこだわりを証するかの如く「シャンパンの帝王」と尊称される。また、その愛好家は「クリュギスト（Krugist）」と呼ばれ、世界各地に存在する。モエ ヘネシー・ルイ ヴィトン（LVMH）グループ傘下。イギリス王室御用達（HM the Queen）である。
現在の当主は6代目のオリヴィエ・クリュッグ（フランス語: Olivier Krug）。

## 歴史
1843年、ドイツ出身のヨーゼフ・クリュッグによって創立。19世紀後半には早くもフランス国外で名が知られるようになり、イギリスでは高値で売買されることも多かった。
第二次世界大戦後は年代の異なるワインをブレンドする醸造法を確立。1999年にLVMHの傘下となるが従来と代わらず伝統的な製法を守り続けている。1970年代にはメニル・シュール・オジェ村にあるクロ・デュ・メニルという単一畑を、1990年代にはアンボネイ村にあるクロ・ダンボネという単一畑を購入し、同名のラインナップを販売中である。

## 製法
ブドウ畑から選び抜かれた最高のブドウを用い、一次発酵の際に手間の掛かる伝統的な醸造法である225Lのフレンチオークの小樽（バリック）を使用する伝統がある。天候に左右され、複雑な要素が絡み合ったシャンパーニュであることから「交響曲」と呼ばれることが多い。

## 商品
グラン・キュヴェ
クリュッグの中で最もベーシックなシャンパーニュ。
収穫年が異なる品種のブドウをブレンドするためラベルにも年数が表示されず、こういったワインは一般的に「ノン・ヴィンテージ (NV) 」と呼ばれるがグラン・キュヴェに限っては「マルチ・ヴィンテージ (MV) 」と呼ばれる。
使用するブドウはシャルドネ、ピノ・ノワール、ピノ・ムニエで、その配合比率は非公開。瓶詰めしてから最低6年間は寝かされる。
日本での希望小売価格は2万3100円。
ロゼ
アッサンブラージュ法（ベースワインにシャンパーニュ地方で作られた赤ワインをブレンドする方法）で醸造される。
日本での希望小売価格は4万2000円。
ヴィンテージ
品質の良いブドウが収穫できた年のみ醸造する。
日本での希望小売価格は1996ヴィンテージが4万2000円、1998ヴィンテージが3万1500円。
コレクション
ヴィンテージと中身は同一だが、瓶内熟成をより長期間行った後に出荷される。なおクリュッグ本社宛の手紙が同封されており、これをフランス本社へ送付すると、当主のサイン入り証明書が送られてくる。
日本での希望小売価格は1989ヴィンテージが10万5000円。
クロ・デュ・メニル
コート・デ・ブラン地区、メニル・シュール・オジェ村の単一畑（約1.8ha）で収穫したシャルドネ100%で醸造するブラン・ド・ブラン。
日本での希望小売価格は1996ヴィンテージが最高値13万6500円、1998/2000ヴィンテージが9万4500円。
クロ・ダンボネ
モンターニュ・ド・ランス地区、アンボネイ村の単一畑（約0.6ha）で収穫したピノ・ノワール100%で醸造するブラン・ド・ノワール。
日本での希望小売価格は1995ヴィンテージが52万5000円、1996/1998ヴィンテージが26万2500円。

## 日本との縁
現在の当主、六代目のオリヴィエ・クリュッグ（フランス語: Olivier Krug）は日本に造詣が深く1990年から2年間、当時無名に近かったクリュッグを広めるべく東京に駐在した経験があるため、ある程度日本語を話すことが出来る。
最近では、日本の新潟県・燕市の玉川堂の七代目・玉川基行と意気投合し、鎚起銅器の技術に惚れ込み、日本の着物をイメージしたオリジナルのボトルクーラーの製造を委託した（クリエイティブディレクションは、JTQの谷川じゅんじ）。